# Too Much Love Will Kill You
«Too Much Love Will Kill You» (укр. «Занадто багато кохання вбиває тебе») — пісня, яку написали британський гітарист Браян Мей з рок-гурту «Queen», Френк Маскер та Елізабет Ламерс. Пісня відобразила розірвання першого шлюбу Мея та тяжіння до його майбутньої дружини, Аніти Добсон. Гурт «Queen» вперше записав пісню приблизно у 1988 році, або ще раніше, вона була призначена для альбому «The Miracle» 1989 року, але не потрапила до нього через юридичні суперечки після рішення членів гурту, що всі пісні альбому будуть зараховані до спільної творчості «Queen».
Після смерті Фредді Мерк'юрі у 1991 році, Мей випустив сольну версію пісні, яку він виконав на концерті пам'яті Фредді Мерк'юрі у 1992 році, а потім включив її до свого сольного альбому «Back to the Light» того ж року. Пісня вийшла як сингл, досягла 5 позиції в британському чарті. Сингл отримав срібну сертифікацію у Великій Британії, було продано 200 000 копій. Оскільки пісня вперше була опублікована на концерті пам'яті Фредді Мерк'юрі, помилково вважається, що вона присвячена пам'яті співака, хоча вона фактично була написана за кілька років до того, коли він помер.
Версія цієї пісні, записана у 1989 році, з вокалом Мерк'юрі, ввійшла до альбом гурту «Made in Heaven» 1995 року. Вийшла як сингл у 1996 році, ця версія була менш успішною, ніж оригінальна версія Мея в Європі, але вона дозволила пісні вперше потрапити до чартів Північної Америки.

## Версія Мея

### Учасники запису
- Браян Мей — головний вокал, бек-вокал, піаніно, клавішні, акустична гітара, електрогітара

### Чарти і сертифікації
| Чарт (1992)                               | Позиція |
| ----------------------------------------- | ------- |
| Австралія (ARIA)                          | 18      |
| Австрія (Ö3 Austria Top 75)               | 20      |
| Бельгія (Ultratop Flanders)               | 2       |
| Німеччина (Official German Charts)        | 30      |
| Ірландія (IRMA)                           | 7       |
| Нідерланди (Dutch Top 40)                 | 1       |
| Нідерланди (Mega Single Top 100)          | 1       |
| Нова Зеландія (RIANZ)                     | 10      |
| Норвегія (VG-lista)                       | 4       |
| Польща (LP3)                              | 1       |
| Швеція (Sverigetopplistan)                | 26      |
| Швейцарія (Media Control AG)              | 26      |
| Велика Британія (Official Charts Company) | 5       |

| Чарт (1992)                               | Позиція |
| ----------------------------------------- | ------- |
| Бельгія (Ultratop)                        | 27      |
| Нідерланди (Single Top 100)               | 11      |
| Велика Британія (Official Charts Company) | 45      |

| Країна                                            | Сертифікація | Продано  |
| ------------------------------------------------- | ------------ | -------- |
| Велика Британія (BPI)                             | Срібло       | 200,000^ |
| ^дані про партії засновані тільки на сертифікації |              |          |

## ВерсіяQueen
У 1995 році члени гурту «Queen» вирішили включити оригінальну версію пісні «Too Much Love Will Kill You», яку виконав Фредді Мерк'юрі, до альбому «Made in Heaven», що вийшов через чотири роки після смерті співака. Версія гурту «Queen» — це рок-балада кінця 1980-х з інтенсивним використанням клавішних та електрогітари, що цілковито характеризує період, коли її записали. Пісня посіла 15 позицію в «UK Singles Chart», 11 позицію в польському чарті «LP3» і 19 позицію в канадському чарті синглів «RPM». Попри те, що пісні не вдалося повторити успіх сольної версії Мея, гурт «Queen» записав трек, який відтоді почав вважатися остаточною версією. 1997 року пісня здобула премію «Новелло» у категорії «Найкраща пісня з точки зору музики та тексту» (згодом Мей навіть заявив, що це саме та єдина пісня, за яку він хотів би отримати нагороду), а у 1999 році трек увійшов до альбому-збірки «Queen» «Greatest Hits III».

### Учасники запису
- Фредді Мерк'юрі — головний вокал
- Браян Мей — електрогітара, піаніно, бек-вокал
- Роджер Тейлор — ударні, бек-вокал
- Джон Дікон — бас-гітара
- Девід Річардс — клавішні, програмування клавішних

### Чарти
| Чарт (1995–1997)                               | Позиція |
| ---------------------------------------------- | ------- |
| Бельгія (Ultratip Flanders)                    | 10      |
| Ірландія (IRMA)                                | 28      |
| Канада (Top Singles (RPM))                     | 19      |
| Канада (Adult Contemporary (RPM))              | 25      |
| Польща (LP3)                                   | 11      |
| Шотландія (Official Charts Company)            | 11      |
| Велика Британія (Official Charts Company)      | 15      |
| США Bubbling Under Hot 100 Singles (Billboard) | 18      |

## Відеокліп
Кліп для версії пісні Браяна Мея знімав режисер Девід Меллет, у відео Мей співає пісню перед камерою, використовуються матеріали з різних домашніх відео музиканта. Кліп для версії пісні «Queen» був створений компанією DoRo, створений у стилі монтажу відео з кліпів, головним чином, концертів гурту, промо-відео, використовувалася «Promo Edit» версія пісні.

## Інші версії
У 2003 році Браян Мей та Лучано Паваротті виконали пісню «Too Much Love Will Kill You», на концерті-бенефісі, що відбувся в Модені, Італія.